# Anderson (Alabama)
Anderson é uma cidade  localizada no estado americano do Alabama, no Condado de Lauderdale.

## Demografia
Segundo o censo americano de 2000, a sua população era de 354 habitantes. 
Em 2006, foi estimada uma população de 350, um decréscimo de 4 (-1.1%).

## Geografia
De acordo com o United States Census Bureau, a localidade tem uma área de 3,3 km², sem área coberta por água.

## Localidades na vizinhança
O diagrama seguinte representa as localidades num raio de 32 km ao redor de Anderson. 